# Société archéologique du Vendômois
La Société archéologique du Vendômois a été fondée en 1862 et reconnue d'utilité publique en 1877. Elle publie depuis cette date un bulletin annuel et anime  une bibliothèque refermant tous les ouvrages publiés sur le Vendômois. Son but est d'étudier et de faire connaître le passé de cette région, sa préhistoire et son histoire, son sol et ses monuments, sa littérature - en un mot sa culture.
Les érudits de cette société, très active avant 1914 et depuis les années 1970, ont largement contribué à la fabrication de l'identité culturelle et touristique du Vendômois. Parmi les principaux chercheurs qui ont illustré cette société, on peut citer Raoul de Saint-Venant, auteur d'un Dictionnaire du Vendômois toujours utile (numérisé sur le site de la Société).
Elle a fondé le musée de Vendôme.

## Publications
- Bulletin de la Société archéologique, scientifique et littéraire du Vendômois

Les séries comprises entre 1862 et 1934 sont disponibles sur Gallica, la bibliothèque numérique de la Bibliothèque nationale de France :
1. du tome 1 au tome 5 (1862-1866) :
2. du tome 6 (1867) à l'année 1934 :

La Bibliothèque nationale de France va procéder à une nouvelle campagne de numérisation des bulletins de la Société archéologique, scientifique et littéraire du Vendômois de 1935 à 2000.
À terme, ces documents intégreront l'espace Sociétés savantes de Gallica, également visible sur le portail Europeana.
Autres publications :
1. le Répertoire archéologique de l'arrondissement de Vendôme, publié aux frais de la Société par Launay en 1889 :
2. le Cartulaire de Marmoutier pour le Vendômois, publié aux frais de la Société par Trémault en 1893 :
3. le volume des fêtes du IVe centenaire de Ronsard, publié en 1924 :

## Liste des présidents
| Dates        | Noms                                        |
| ------------ | ------------------------------------------- |
| 1862         | Émilien Renou                               |
| 1863         | Paul de Déservillers                        |
| 1864         | Adhémar de Saint-Venant                     |
| 1862 et 1865 | Émilien Renou                               |
| 1865-1866    | Charles de Lavau                            |
| 1868         | Gervais Launay                              |
| 1869         | Jean-François-Albert du Pouget de Nadaillac |
| 1870-1871    | Charles Chautard                            |
| 1872         | Paul de Vibraye                             |
| 1873         | Hippolyte Normand                           |
| 1874         | Achille de Rochambeau                       |
| 1875         | Ernest Nouel                                |
| 1876-1878    | Achille de Rochambeau                       |
| 1879-1881    | Gabriel de Sachy                            |
| 1882-1884    | Gervais Launay                              |
| 1885-1887    | Achille de Rochambeau                       |
| 1888-1890    | Henri Isnard                                |
| 1891-1893    | Achille de Rochambeau                       |
| 1894-1896    | Raoul de Saint-Venant                       |
| 1897-1899    | Gabriel de Sachy                            |
| 1900-1902    | Raoul de Saint-Venant                       |
| 1903-1905    | Ernest Peltereau                            |
| 1906-1908    | Raoul de Saint-Venant                       |
| 1909-1911    | Ernest Peltereau                            |
| 1912-1917    | Raoul de Saint-Venant                       |
| 1920-1922    | Ernest Peltereau                            |
| 1923-1925    | Gabriel Plat                                |
| 1926-1928    | Jacques de L’Éprevier                       |
| 1929-1931    | Gabriel Plat                                |
| 1932-1934    | Jacques de L’Éprevier                       |
| 1935-1937    | Gabriel Plat                                |
| 1938-1944    | Georges Denizot                             |
| 1945-1948    | André Saillant                              |
| 1949-1951    | Rémy Fouquet                                |
| 1952-1954    | Henri Gaulandeau                            |
| 1955-1956    | Rémy Fouquet                                |
| 1957-1960    | Henri Gaulandeau                            |
| 1961-1963    | André Dattin                                |
| 1964-1977    | Henri Gaulandeau                            |
| 1981-1983    | Jackie Despriée                             |
| 1984-1985    | Claude Leymarios                            |
| 1986-2011    | Philippe Rouillac                           |
| 2012-        | Bernard Diry                                |